# Ann Truong
Anne „Ann“ Truong ist eine vietnamesisch-australische Schauspielerin.

## Leben
Ihr Fernsehschauspieldebüt feierte Truong 2014 im Fernsehfilm Schapelle sowie in zwei Episoden der Fernsehserie Nachbarn. 2016 folgten Filmrollen in Never Forget und Hard Target 2 sowie eine Episodenrolle in der Fernsehserie Hunters. Im selben Jahr stellte sie außerdem die Rolle der Savannah in sechs Episoden der Fernsehserie Sonnigsburg dar. 2017 wirkte sie in der Fernsehserie The Chinaboy Show mit. 2018 folgte eine Besetzung in der Miniserie Romper Stomper. 2019 stellte sie in zwei Episoden der Fernsehserie Strike Back die Rolle der Inspektorin Amy Leong dar. 2020 gehörte sie zum Cast der Miniserie Hungry Ghosts. Einem breiten Publikum wurde sie durch ihre Rolle der Shin im Netflix-Original Cowboy Bebop bekannt, die sie in insgesamt sieben Episoden verkörperte. 2022 stellte sie im australischen Tierhorrorfilm The Reef: Stalked die Rolle der Jodie dar.

## Filmografie (Auswahl)
- 2014: Schapelle (Fernsehfilm)
- 2014: Nachbarn (Neighbours, Fernsehserie, 2 Episoden)
- 2016: Never Forget
- 2016: Hunters (Fernsehserie, Episode 1x11)
- 2016: Hard Target 2
- 2016: Sonnigsburg (Fernsehserie, 6 Episoden)
- 2017: The Chinaboy Show (Fernsehserie)
- 2018: Romper Stomper (Miniserie, 3 Episoden)
- 2019: Strike Back (Fernsehserie, 2 Episoden)
- 2020: Hungry Ghosts (Miniserie, 2 Episoden)
- 2021: Cowboy Bebop (Fernsehserie, 7 Episoden)
- 2022: The Reef: Stalked